# Крутько, Андрей Андреевич
Андрей Андреевич Крутько (род. 24 августа 1957) — российский дипломат. Чрезвычайный и полномочный посол (2017), доктор политических наук.

## Биография
Андрей Андреевич Крутько родился 24 августа 1957 года. Окончил МГИМО в 1979 году, после чего начал свою работу в МИД СССР.
С 1979 по 1984 год — на дипломатических должностях в посольстве СССР в Шри-Ланке, с 1986 по 1990 год — в посольстве СССР в Люксембурге, с 1990 по 1992 год — в посольстве СССР в Бельгии.
С 1993 по 1995 год — советник, начальник секретариата заместителя министра иностранных дел России Виталия Чуркина. С 1995 по 1999 год — советник Посольства России в Бельгии, с 1999 по 2003 год — старший советник, начальник отдела НАТО ДОС МИД РФ, С 2003 года по 2006 год работал советником-посланником Посольства Российской Федерации в Туркменистане. В 2003 году заочно окончил Российскую академию государственной службы.
С 2007 по 2012 год — заместитель директора Четвёртого департамента стран СНГ МИД РФ.
С 30 июля 2012 по 30 января 2019 года — чрезвычайный и полномочный посол Российской Федерации в Киргизской Республике.
В 2019—2022 годах — заместитель директора Департамента Ситуационно-кризисный центр МИД России. С 2022 года на пенсии.
Доктор политических наук. Политолог. Преподаватель Дипломатической Академии МИД России. Преподаваемые дисциплины: экономические и политические процессы в СНГ, региональные подсистемы МО в XXI веке.

## Дипломатический ранг
- Чрезвычайный и полномочный посланник 2 класса (30 марта 2006)[4]
- Чрезвычайный и полномочный посланник 1 класса (5 декабря 2013)[5]
- Чрезвычайный и полномочный посол (10 февраля 2017)[6].

## Награды
- Орден Дружбы (26 марта 2018) — за вклад в реализацию внешнеполитического курса Российской Федерации[7]
- Медаль ордена «За заслуги перед Отечеством» II степени (9 февраля 2011) — за большой вклад в реализацию внешнеполитического курса Российской Федерации и многолетнюю добросовестную работу[8]
- Медаль «Данк» (22 февраля 2019, Кыргызстан) — за значительный вклад в укрепление сотрудничества  между Кыргызской Республикой и Российской Федерацией[9][10]